# Petite Île (Géologie-Archipel)
Die Petite Île (französisch für Kleine Insel) ist eine Insel im Géologie-Archipel vor der Küste des ostantarktischen Adélielands. Sie liegt nordwestlich der Buffon-Inseln.
Französische Wissenschaftler benannten sie 1977.